# STS-109

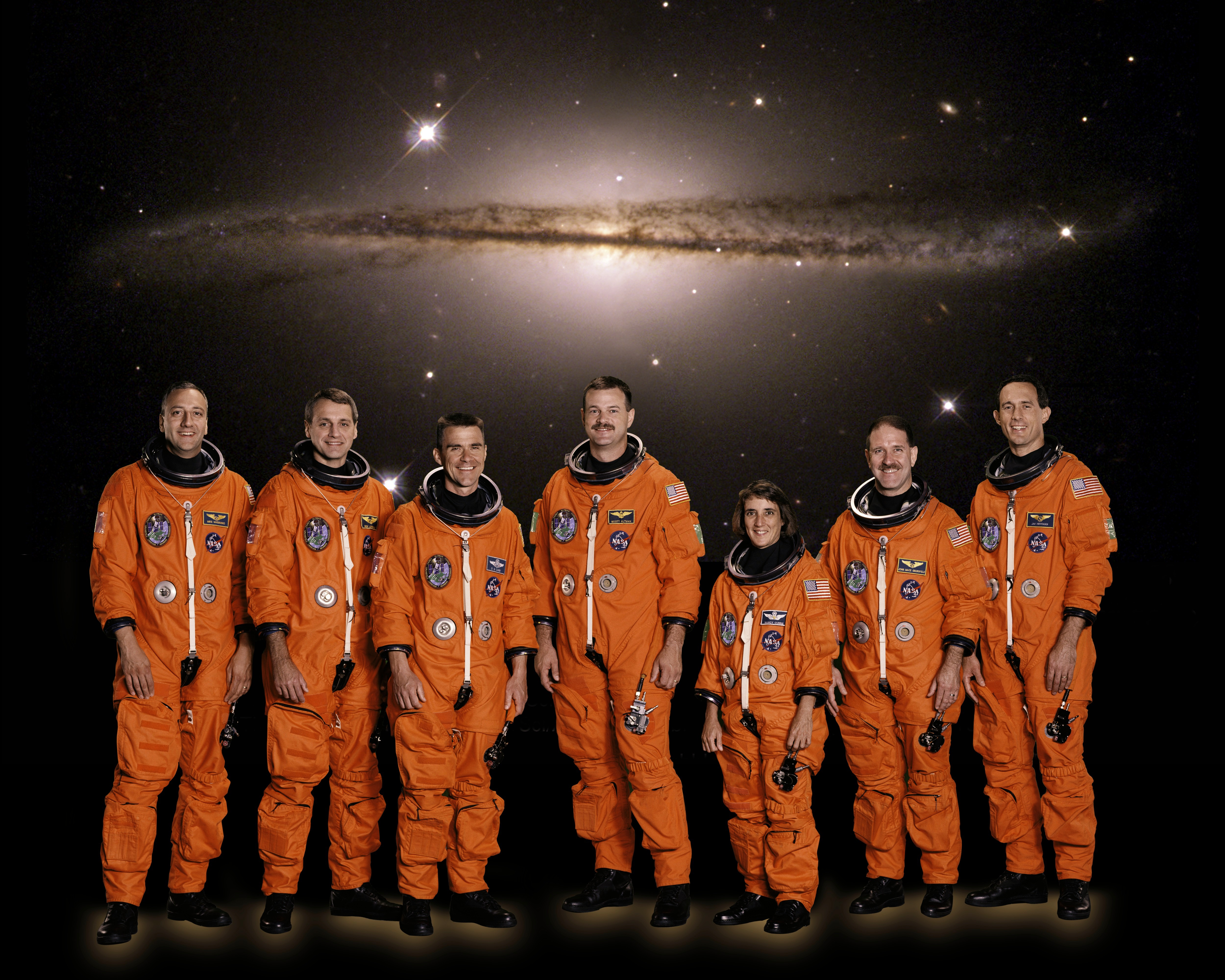
Екіпаж STS-109:(Зліва-направо): Массиміно, Ліннехан, Д. Кері, Олтман, Н. Керрі, Грансфелд і Ньюман

STS-109 — космічний політ шатла «Колумбія» за програмою «Спейс Шаттл» (108-й політ у рамках програми), передостанній політ «Колумбії». Шатл стартував 1 березня 2002 року з Космічного центру імені Кеннеді в штаті Флорида. Основним завданням є ремонт та дооснащення космічного телескопа імені Габбла. Крім цього до польотного завдання STS-109 було включено два додаткові експерименти технічного характеру (навігація за допомогою системи GPS та визначення характеристик при посадці з бічним вітром), 8 експериментів медичного характеру та освітня програма, що передбачає створення 20-хвилинних відеоуроків і сеанси зв'язку зі школами.

## Екіпаж
- (НАСА) Скотт Альтман (3)[2] — командир;
- (НАСА) Дуейн Кері (1) — пілот;
- (НАСА) Джон Грансфелд (4) — фахівець польоту − 1 керівник робіт з корисним навантаженням;
- (НАСА) Ненсі Керрі (4) — фахівець польоту − 2 бортінженер;
- (НАСА) Річард Ліннехан (3) — фахівець польоту − 3;
- (НАСА) Джеймс Ньюман (4) — фахівець польоту − 4;
- (НАСА) Майкл Массіміно (1) — фахівець польоту − 5.

## Параметри польоту
- Маса апарата

При старті: 116 987 кг;
При посадці: 100 563 кг;
- Нахил орбіти — 28,5°;
- Період обертання — 95,3 хв;
- Перигей — 486 км;
- Апогей — 578 км.

## Місія
Спочатку, місія обслуговування «Хаббла» (третя по рахунку) було заплановано на червень 2000 року, але після послідовного виходу з ладу гіроскопів системи орієнтації (влітку і восени 1999-го) було вирішено розділити третю місію на дві:
- Строкову ремонтну — яка відбулася в грудні 1999 року STS-103 отримала назву HST SM-3A
- Планову, що отримала позначення SM- 3B HST. HST SM — 3B намічалася на травень 2001 року, потім довго стояла у графіку на листопад, переносилася на січень і лютий 2002 року. І нарешті в списку польотів шатлів місія «Колумбії» STS-109 отримала номер.

Основними завданнями екіпажу STS-109 з модернізації та ремонту «Хаббла» були наступні (у порядку пріоритету)
- Заміна блоку маховика RWA-1 (укр. Реакція Колеса в зборі);
- Заміна сонячних батарей;
- Заміна блоку управління електроживленням PCU (Power Control Unit);
- Зняття камери зйомки тьмяних об'єктів — ВОК (від рос. слабкий об'єкт камери) і установка вдосконаленої оглядової камери ACS (від рос. Розширений камерою для оглядів);
- Встановлення системи охолодження інфрачервоної камери — спектрометра NICMOS (рос. ближньої інфрачервоної камери і Multi - спектрометра).

## Виходи в космос
- 4 березня з 6:37 до 13:38 (UTC), тривалість 7:01 — астронавти Джон Грансфелд і Річард Ліннехан. Заміна першої пари сонячних батарей[3].
- 5 березня з 6:40 до 13:56 (UTC), тривалість 7:16 — астронавти Джеймс Ньюман і Майкл Массіміно. Заміна другої пари сонячних батарей і гіродін а RWA -1 [3].
- 6 березня з 8:28 до 15:16 (UTC), тривалість 6:48 — астронавти Джон Грансфелд і Річард Ліннехан. Заміна блоку управління електроживленням PCU.
- 7 березня з 9:00 до 16:18 (UTC), тривалість 7:18 — астронавти Джеймс Ньюман і Майкл Массіміно. Заміна камери зйомки тьмяних об'єктів — ВОК (від рос. слабкий об'єкт камери) була замінена на вдосконалену оглядову камеру ACS (від рос. Розширений камерою для оглядів).
- 8 березня з 8:48 до 16:18 (UTC), тривалість 7:32 — астронавти Джон Грансфелд і Річард Ліннехан. Установка системи охолодження NCS.

## Галерея

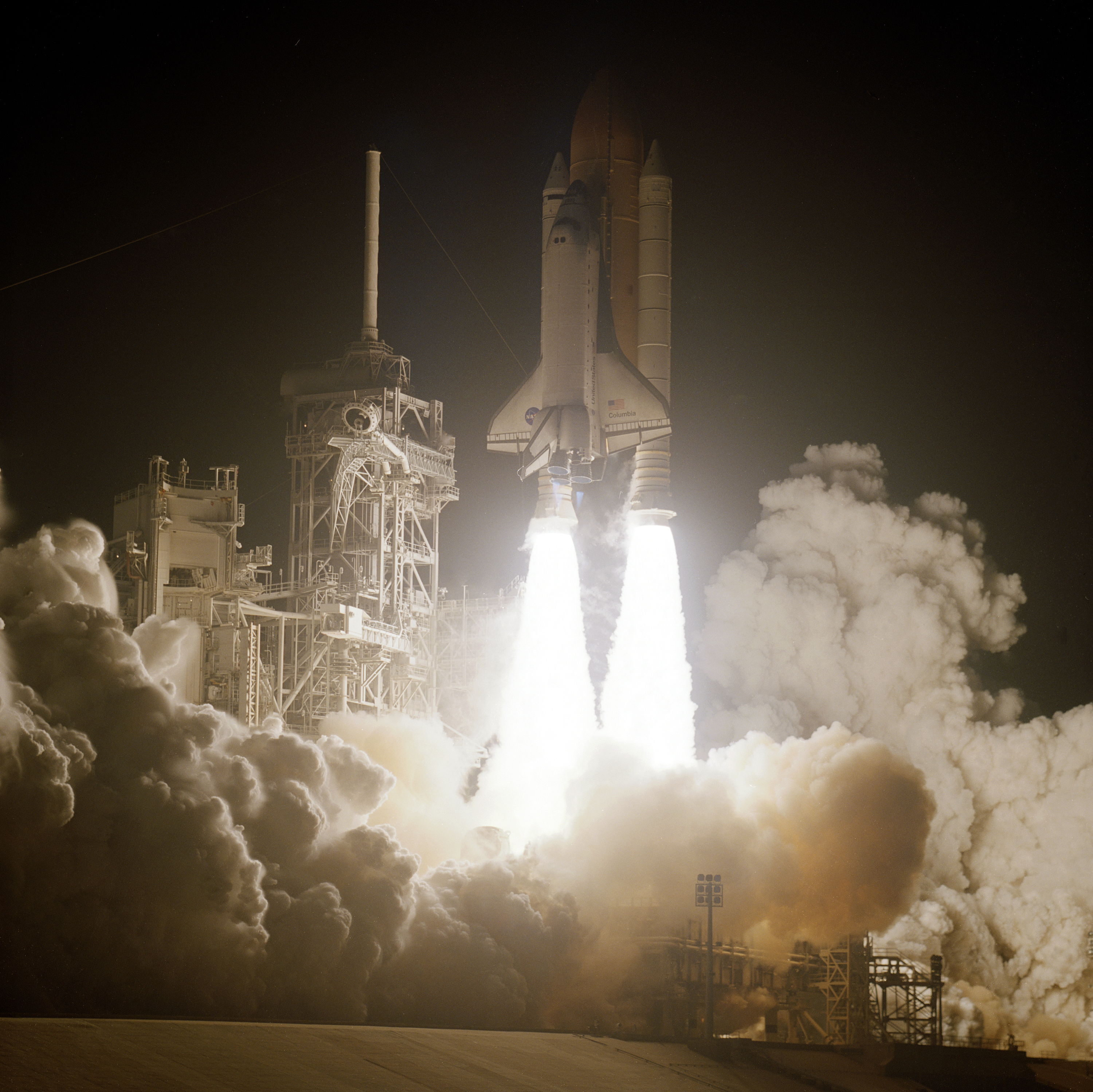
Зліт STS-109
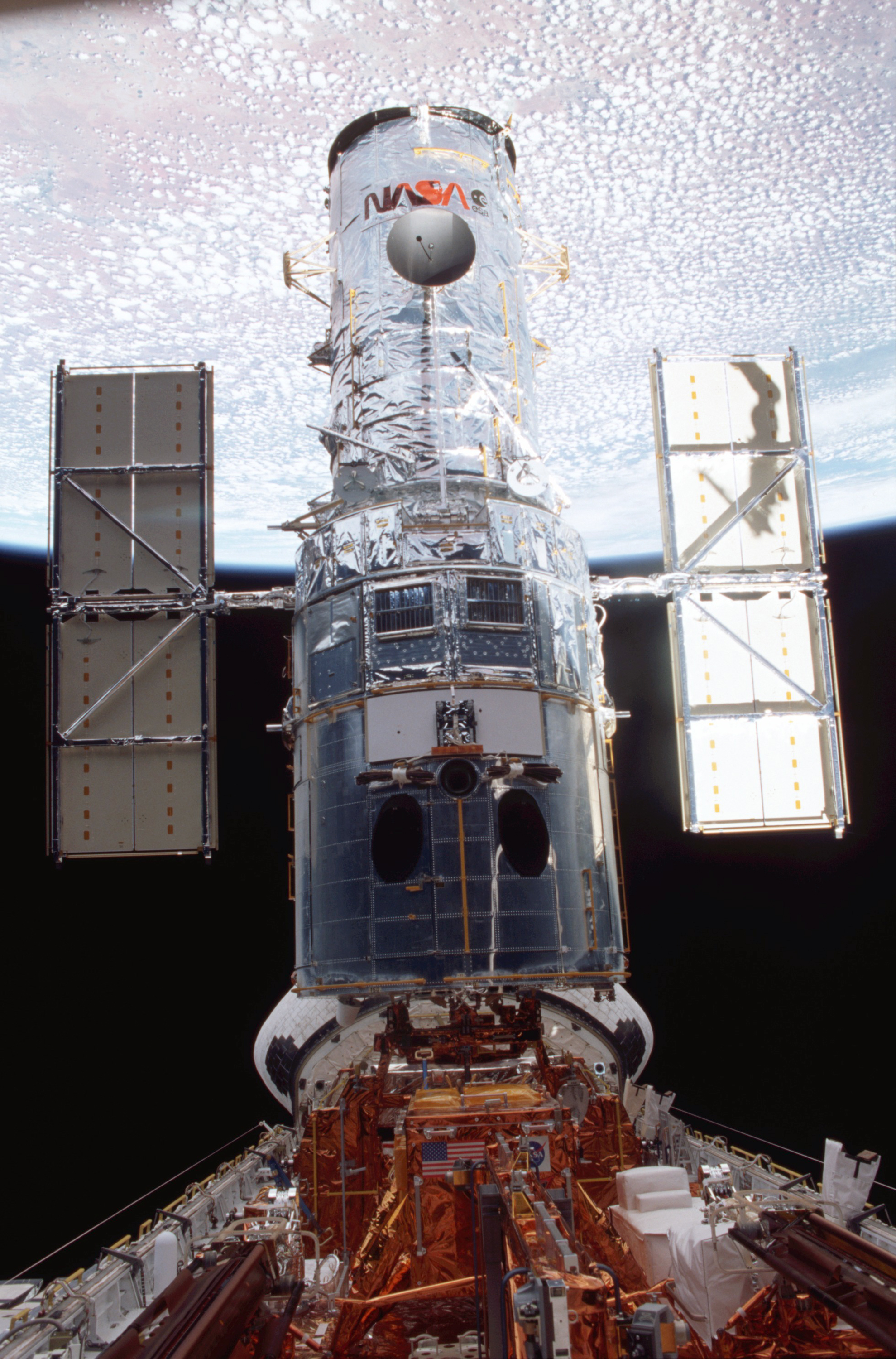
Габбл у вантажному відсіку Колумбії до кінця місії
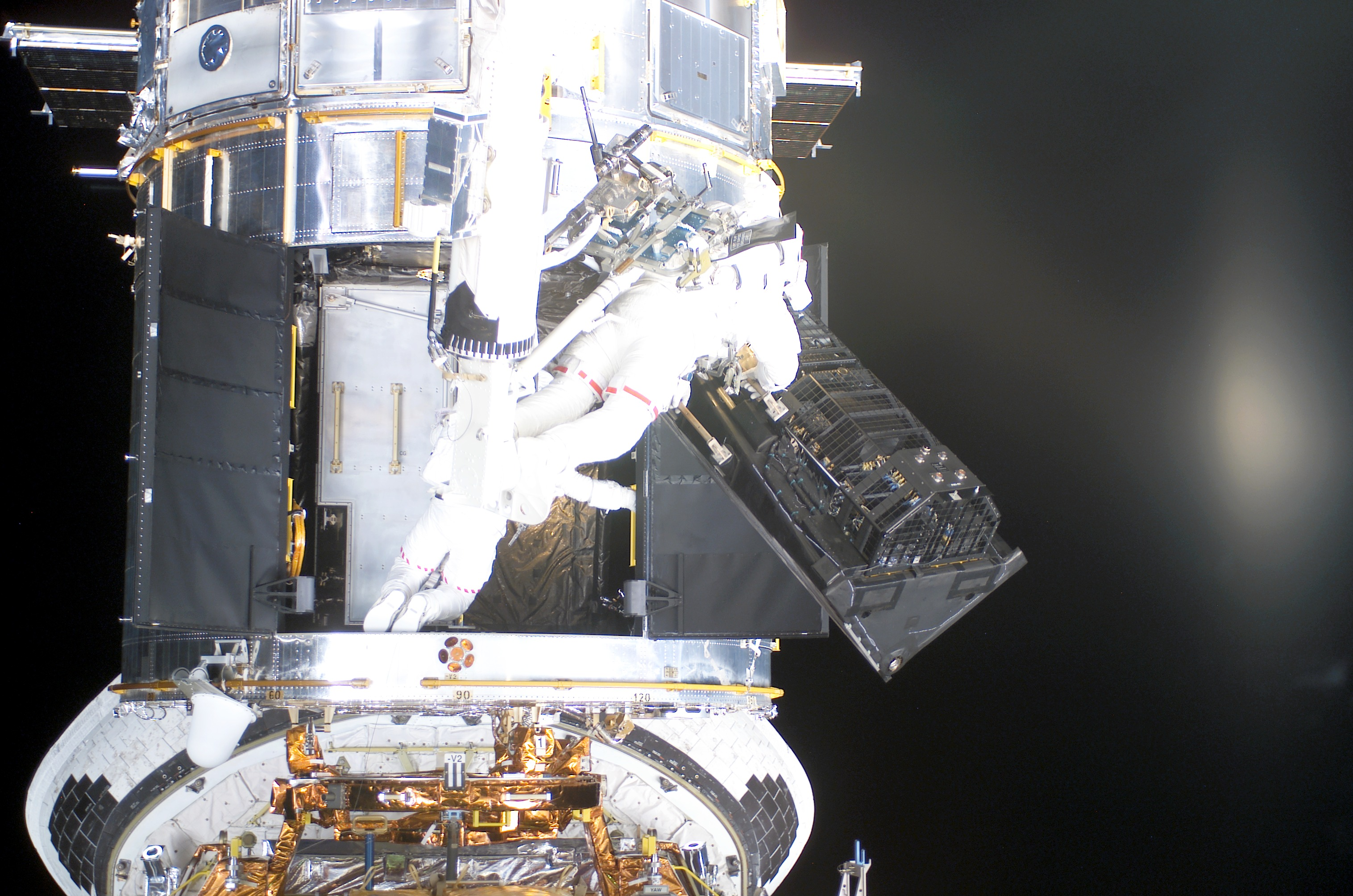
Астронавти видалити слабкий об'єкт камери, щоб звільнити місце для вдосконаленої камерою для оглядів
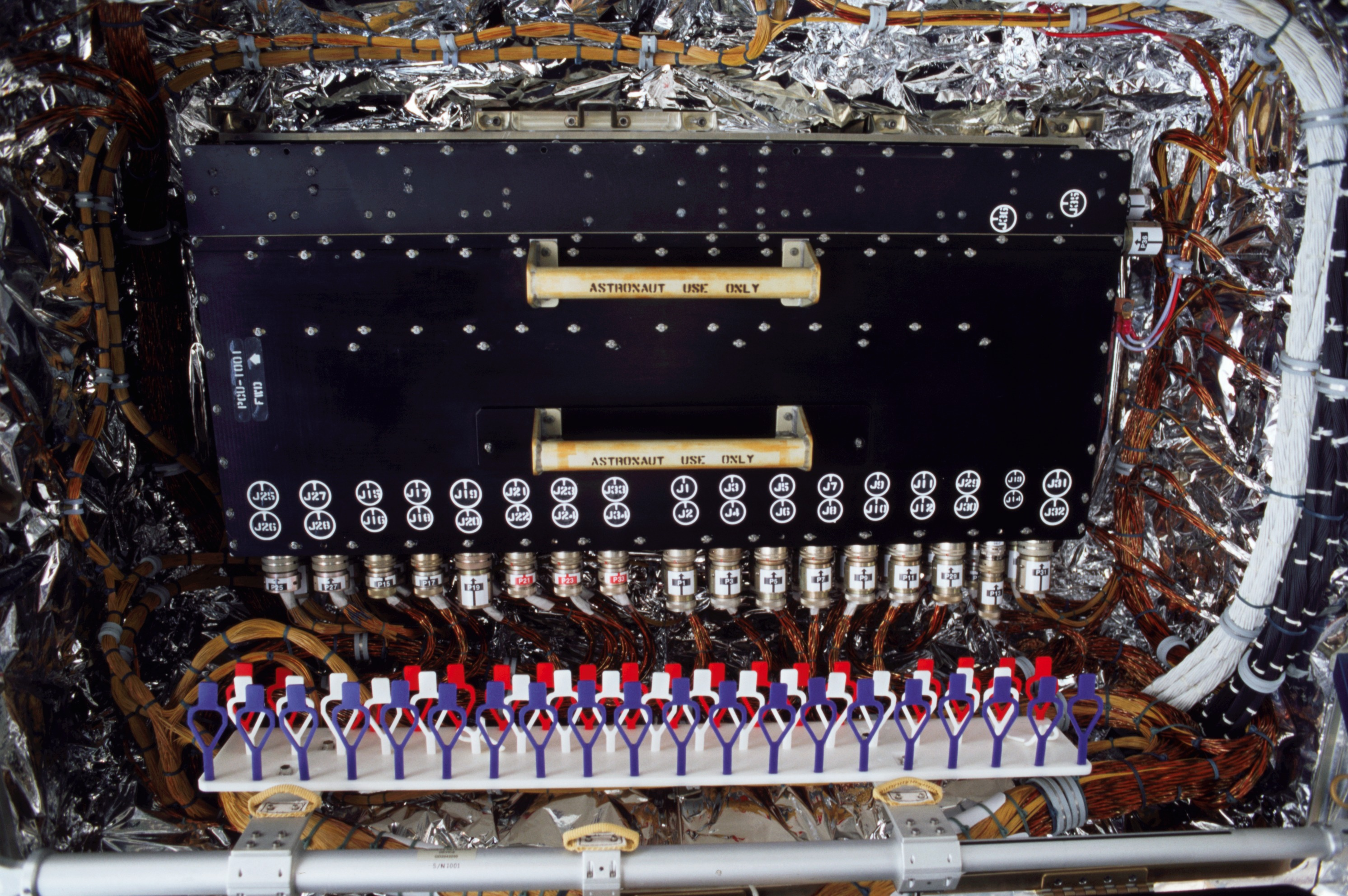
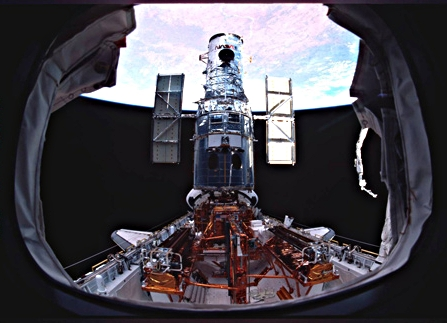
Габбл наверх вантажний відсік безпосередньо перед звільнення екіпажу STS-109.
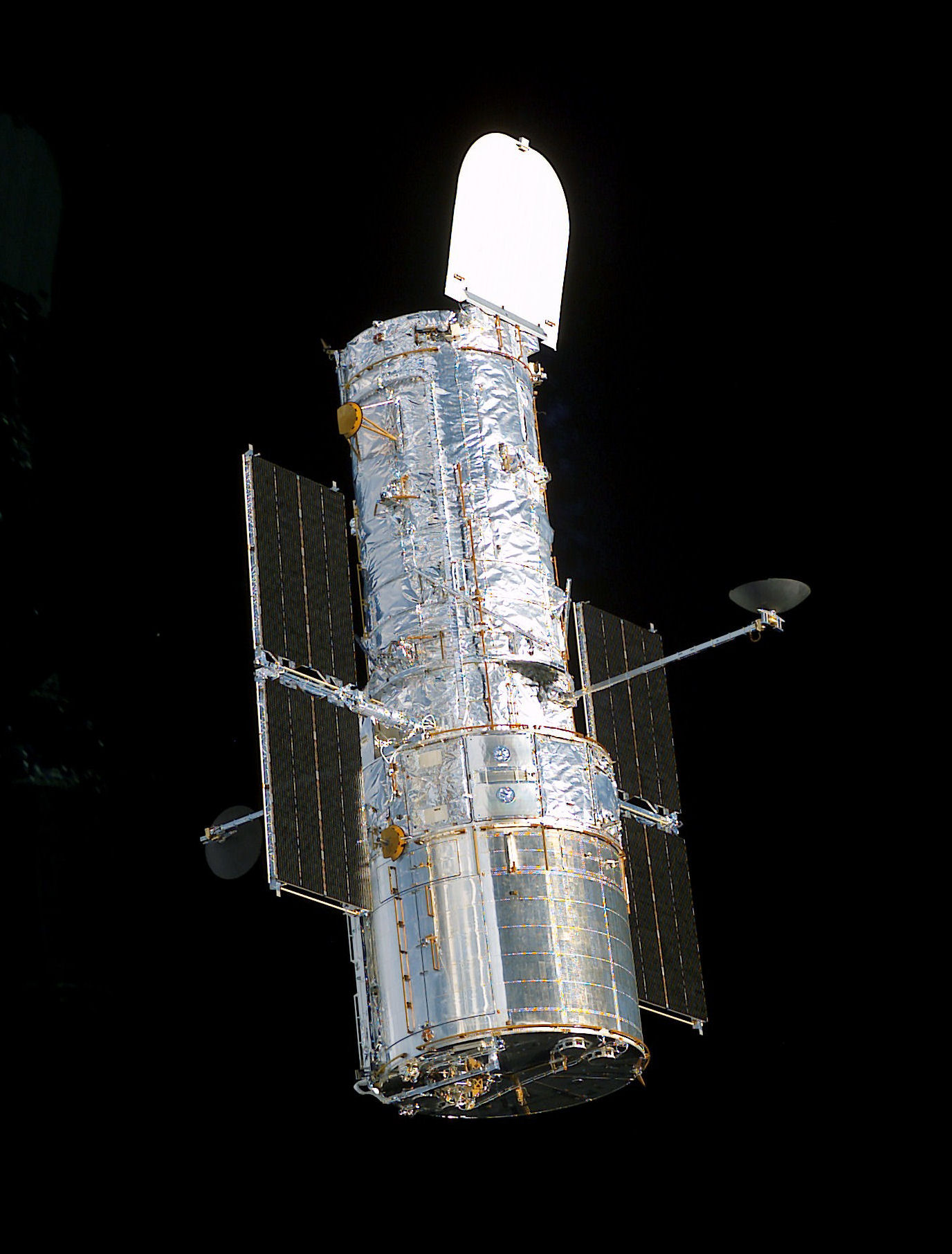
Космічний телескоп Габбл після обслуговування екіпажем STS-109
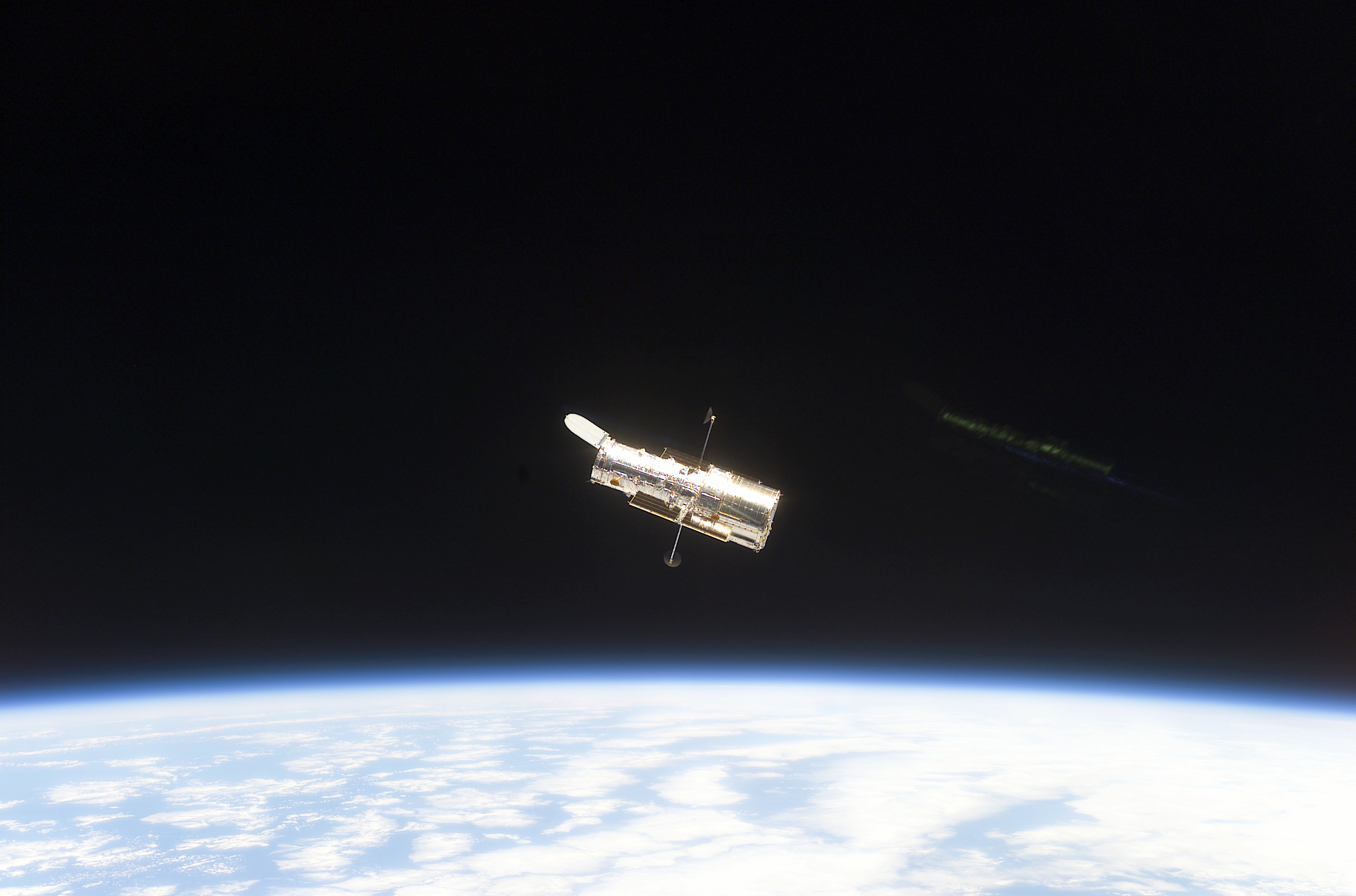
Космічного телескопа Габбла нові сонячні батареї.
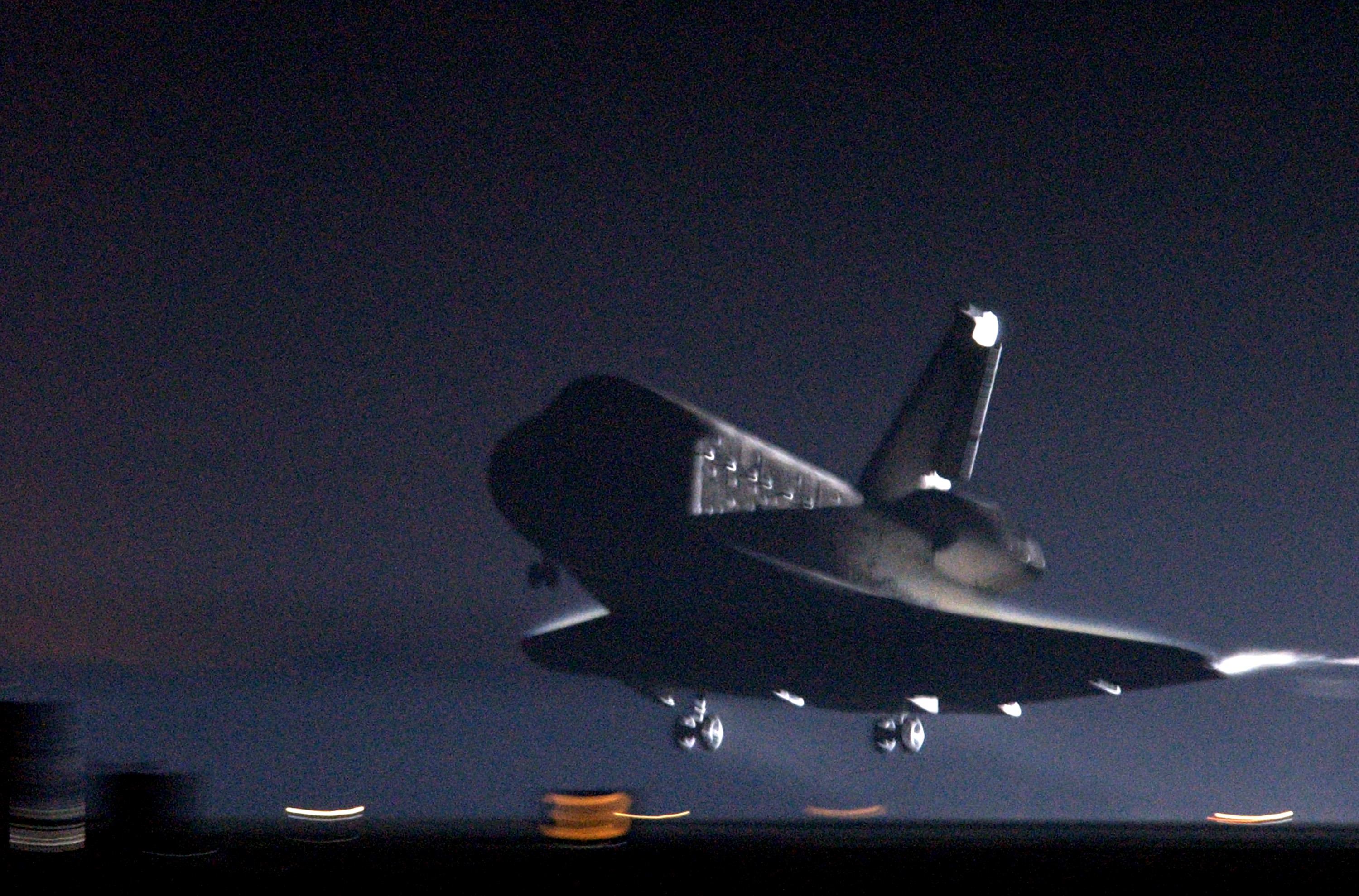